# Rýnská republika
Rýnská republika označuje:
- potenciální nový stát, jenž měl vzniknout po ukončení první světové války secesí (odtržením) od Německa a na jehož území měla být přítomna vojska Francie. O jeho vzniku probíhaly konzultace mezi Francií a carským Ruskem. Versailleská mírová smlouva z roku 1919, týkající se vypořádání s poraženým Německem, určila vytvoření tří okupačních pásem na levém břehu Rýna, která měla být obsazena armádami Dohody po dobu 5–15 let. Dále byla zavedena demilitarizovaná zóna na pravém břehu Rýna;
- rebelující „samostatné“ státní útvary (tzv. republiky rad) jednostranně vyhlášené dělnickými a vojenskými radami v průběhu politických krizí období 1919–1923 v tzv. „výmarské republice“ (také Falcká republika rad či Bavorská republika rad /neboli Bavorská sovětská republika/).